# Elecciones provinciales de Santa Fe de 1958
Las elecciones generales de la provincia de Santa Fe de 1958 tuvieron lugar el domingo 23 de febrero del mencionado año, al mismo tiempo que las elecciones presidenciales y legislativas a nivel nacional. Se realizaron con el objetivo de restaurar las instituciones democráticas constitucionales y autónomas de la provincia tras el golpe de Estado de septiembre de 1955 que derrocó al gobierno de Juan Domingo Perón e instauró una dictadura militar autodenominada Revolución Libertadora. El régimen había proscripto al hasta entonces gobernante Partido Peronista (PP) y al propio Perón, por lo que se considera que las elecciones celebradas durante aquella época (1955-1973) no eran completamente libres y justas. El principal partido de la oposición al peronismo, la Unión Cívica Radical (UCR), se vio afectado por intensas divisiones con respecto al régimen, surgiendo dos formaciones que rivalizaron en los comicios: la Unión Cívica Radical Intransigente (UCRI) y la Unión Cívica Radical del Pueblo (UCRP).
Al mismo tiempo que Arturo Frondizi, de la UCRI y apoyado por Perón desde el exilio, ganaba por amplio margen la presidencia de la Nación Argentina, Carlos Sylvestre Begnis, candidato a gobernador por la UCRI, resultó elegido con el 39.58% de los votos contra el 24.38% del radical del pueblo Julio J. Busaniche y el 18.30% de José N. Antelo, del Partido Demócrata Progresista (PDP). La participación fue la más alta de la historia electoral santafesina, con el 94.56% del electorado registrado emitiendo sufragio.
El 31 de marzo de 1958 el Colegio Electoral Provincial eligió a Carlos Sylvestre Begnis y José R. González con 52 votos. Julio Busaniche y Luis Ferrari de la UCRP recibieron un voto cada uno, así como Albertengo y Albérgoli de la Unión Popular. Seis electores se ausentaron.
Begnis no completó el mandato constitucional debido al golpe de Estado del 29 de marzo de 1962.

## Cargos a elegir
| Departamento     | A elegir  | A elegir  | A elegir  |
| Departamento     | Electores | Diputados | Senadores |
| ---------------- | --------- | --------- | --------- |
| Belgrano         | 2         | 1         | 1         |
| Caseros          | 3         | 2         | 1         |
| Castellanos      | 3         | 2         | 1         |
| Constitución     | 3         | 2         | 1         |
| Garay            | 2         | 1         | 1         |
| General López    | 4         | 3         | 1         |
| General Obligado | 3         | 2         | 1         |
| Iriondo          | 2         | 1         | 1         |
| La Capital       | 6         | 5         | 1         |
| Las Colonias     | 3         | 2         | 1         |
| Nueve de Julio   | 2         | 1         | 1         |
| Rosario          | 13        | 12        | 1         |
| San Cristóbal    | 2         | 1         | 1         |
| San Javier       | 2         | 1         | 1         |
| San Jerónimo     | 2         | 1         | 1         |
| San Justo        | 2         | 1         | 1         |
| San Lorenzo      | 2         | 1         | 1         |
| San Martín       | 2         | 1         | 1         |
| Vera             | 2         | 1         | 1         |
| Total            | 60        | 41        | 19        |

## Tabla de resultados
| Belgrano         | 2  | — | — | 1  | — | — | 1  | — | — |
| Caseros          | 3  | — | — | 2  | — | — | 1  | — | — |
| Castellanos      | 3  | — | — | 2  | — | — | 1  | — | — |
| Constitución     | 3  | — | — | 2  | — | — | 1  | — | — |
| Garay            | 2  | — | — | 1  | — | — | 1  | — | — |
| General López    | 4  | — | — | 3  | — | — | 1  | — | — |
| General Obligado | 3  | — | — | 2  | — | — | 1  | — | — |
| Iriondo          | 2  | — | — | 1  | — | — | 1  | — | — |
| La Capital       | 6  | — | — | 5  | — | — | 1  | — | — |
| Las Colonias     | —  | 3 | — | —  | 2 | — | —  | 1 | — |
| Nueve de Julio   | —  | — | 2 | —  | — | 1 | —  | — | 1 |
| Rosario          | 13 | — | — | 12 | — | — | 1  | — | — |
| San Cristóbal    | 2  | — | — | 1  | — | — | 1  | — | — |
| San Javier       | —  | 2 | — | —  | 1 | — | —  | 1 | — |
| San Jerónimo     | 2  | — | — | 1  | — | — | 1  | — | — |
| San Justo        | 2  | — | — | 1  | — | — | 1  | — | — |
| San Lorenzo      | 2  | — | — | 1  | — | — | 1  | — | — |
| San Martín       | 2  | — | — | 1  | — | — | 1  | — | — |
| Vera             | 2  | — | — | 1  | — | — | 1  | — | — |
| Total            | 53 | 5 | 2 | 37 | 3 | 1 | 16 | 2 | 1 |

## Resultados

### Gobernador y Vicegobernador
|  | 39.58 % |

|  | 24.38 % |

|  | 18.30 % |

|  | 4.33 % |

|  | 3.18 % |

|  | 2.18 % |

|  | 1.07 % |

|  | 1.04 % |

|  | 0.52 % |

|  | 0.51 % |

|  | 0.39 % |

|  | 90.43 % |

|  | 8.56 % |

|  | 1.01 % |

|  | 100.00 % |

|  | 94.56 % |

### Cámara de Diputados
|  | 43.16 % |

|  | 24.96 % |

|  | 18.40 % |

|  | 4.45 % |

|  | 3.28 % |

|  | 2.25 % |

|  | 1.09 % |

|  | 0.98 % |

|  | 0.53 % |

|  | 0.50 % |

|  | 0.38 % |

|  | 0.03 % |

|  | 88.50 % |

|  | 11.50 % |

|  | 100.00 % |

|  | 94.56 % |

### Cámara de Senadores
|  | 42.48 % |

|  | 25.30 % |

|  | 18.68 % |

|  | 4.50 % |

|  | 3.31 % |

|  | 2.27 % |

|  | 1.08 % |

|  | 0.90 % |

|  | 0.53 % |

|  | 0.50 % |

|  | 0.40 % |

|  | 0.04 % |

|  | 88.15 % |

|  | 11.85 % |

|  | 100.00 % |

|  | 94.56 % |